# Incidente de Wuhan
El incidente de Wuhan (chino: 七 二零 事件; pinyin: Qī èrlíng shìjiàn; lit. 'Incidente del 20 de julio') fue un conflicto armado en la República Popular China entre dos bandos armados que luchaban por el control de la ciudad de Wuhan en julio de 1967, en el apogeo de la Revolución Cultural. 

## Historia
Las dos fuerzas enfrentadas se denominaban como los Millones de Héroes (chino: 百万雄师; pinyin: Bǎi wàn xióngshī) y el Cuartel General de Trabajadores de Wuhan (chino: 工人 总部; pinyin: Gōngrén zǒngbù). El primero, con unas quinientas mil personas, estaba compuesto principalmente por trabajadores de la industria, funcionarios estatales y locales del partido, y contaba con el apoyo de la división local del Ejército Popular de Liberación, dirigido por el comandante de la Región Militar de Wuhan, el general Chen Zaidao. La Sede General de los Trabajadores de Wuhan, que también contaba con cerca de medio millón de integrantes, estaba compuesta en su mayoría por trabajadores y estudiantes guardias rojos.
Ambos bandos se embarcaron en una extensa guerra de propaganda en un intento por conseguir el apoyo de la comunidad. Las autoridades centrales de Pekín finalmente respaldaron a la facción del Cuartel General de los Trabajadores como el verdadero grupo revolucionario y reprendieron a Chen Zaidao por su apoyo militar a la facción enemiga. El evento fue considerado un punto de inflexión fundamental en la Revolución Cultural: marcó la primera vez que los líderes militares se negaron a cumplir las órdenes dadas por las autoridades centrales. Los temores de una revuelta a gran escala dentro del ejército animaron a Mao Zedong y sus principales asociados a reducir los componentes más radicales del movimiento.